# Ice Cube
O'Shea Jackson, bolj znan pod svojim odrskim imenom Ice Cube, ameriški raper, igralec, scenarist in producent, * 15. junij 1969, South Central, Kalifornija, Združene države Amerike.
Obravnavajo ga kot ednega najboljših hip hop izvajalcev vseh časov. Svojo kariero je začel kot član skupine N.W.A., pozneje pa jo je uspešno nadaljeval kot solist. Leta 1992 se je poročil s Kimberley Woodruff, s katero ima 4 otroke. Leta 1990 se je začel posvečati igranju, kar je vidno upočasnilo njegovo glasbeno kariero. Vseeno ostaja eden najbolj odmevnih West Coast raperjev, eden od začetnikov zvrsti, ki jo imenujemo gangsta rap.